# Julia Pogrebińska
Julia Pogrebińska, née en 1984 à Almaty au Kazakhstan, est une actrice polonaise.

## Filmographie
- 2009 : I Love You So Much (court métrage)
- 2009 : Przystan (série télévisée) : Karolina
- 2009 : Podwórko (court métrage)
- 2010 : Sprawiedliwi (série télévisée) : Rachela
- 2010 : Hotel 52 (pl) (série télévisée) : Jagoda Górska
- 2011 : Linia zycia (série télévisée) : Ewa Kessler
- 2011 : Uwiklanie : la secrétaire
- 2011 : Lek wysokosci : Magda
- 2012 : Misja Afganistan (pl) (série télévisée) : Monika
- 2013 : Dissimulation : Ester
- 2014 : Prawo Agaty (pl) (série télévisée) : Lieutenant Dorota Pakula
- 2014 : Zblizenia
- 2014 : Wataha (série télévisée) : Ewa Witynska